# Santi Felice e Fortunato di Ammiana
Santi Felice e Fortunato di Ammiana hieß ein 899 gegründetes und 1419 aufgegebenes Benediktinerkloster in Ammiana, einer Stadt in der nördlichen Lagune von Venedig. Sie befand sich nahe der heutigen Insel la Salina, wo einige Ortsnamen, wie die palude di San Felice oder der canale di San Felice an das Kloster erinnern. Erstmals taucht das Kloster in einer Quelle des Jahres 1074 auf, nämlich in einem Testament.
Die Gründung erfolgte durch Mönche des Klosters Santo Stefano di Altino, die Altinum auf der Flucht vor Ungarn verlassen hatten, die in Oberitalien Raubzüge durchführten. In den Quellen erscheint das den Heiligen Felix und Fortunatus geweihte Kloster allerdings erst 1074; die beiden Heiligen fielen unter Kaiser Diokletian der Legende nach einer Christenverfolgung zum Opfer. Die beiden Brüder lebten demnach in einer Hütte in einem Wald nahe Aquileia, weil sie lieber Kontakt mit wilden Tieren als mit den Heiden hatten.
In den folgenden Jahrzehnten erhielt das Kloster zahlreiche Zuwendungen, vor allem auf der Insel Sant’Erasmo. Das Kloster wurde zur Grablege für mehrere Dogen, darunter im Jahr 932 Orso II. Particiaco (912–932). Der Doge Pietro Badoer (939–942) soll in der Kirche des Klosters San Felice di Ammiana beigesetzt worden sein. 1146 erhielt es Zuwendungen von einem Domenico Sisinulo, denen weitere folgten, so etwa von einem Domenico, Sohn des Dono Memmo, dann 1183 von den Brüdern Stefano und Leonardo Battioro, die dem Kloster Land auf der Insel Ammiana überließen.
1419 verließen die Mönche das Kloster wegen des steigenden Meeresspiegels. Sie gingen nach Venedig, und auch Ammiana musste wegen zunehmender Versumpfung aufgegeben werden. Die Stadt fiel dem steigenden Wasserspiegel der Lagune, der Versandung durch die Ablagerungen des Flusses Sile, aber auch der Malaria zum Opfer. 1472 hob Papst Sixtus IV. das Kloster auf. Noch im 16. Jahrhundert wurden die Ruinen des Klosters auf Karten verzeichnet. Das Hochwasser von 1966 zerstörte viele der an der Wasseroberfläche erkennbaren Überreste. 
Das Archivio storico del Patriarcato di Venezia (das Historische Archiv des Patriarchats Venedig) befindet sich in einem Flügel im 3. Stock des nach Venedig verlegten Benediktinerklosters Santi Felice e Fortunato di Ammiana hinter dem Markusdom und dem Dogenpalast jenseits des Rio di Palazzo.